# Bum (jezik)
Bum jezik (ISO 639-3: bmv; bom), benue-kongoanski jezik uže skupine wide grassfields, kojim govori oko 21 400 ljudi (2001 SIL) u provinciji Northwest u Kamerunu, većinom u selu Fonfuka.
Leksički mu je najbliži kom [bkm] 71% s kojim uz još pet jezika čini središnju ring podskupinu

## Vanjske poveznice
- Ethnologue (14th)
- Ethnologue (15th)